# 中国出口商品陈列馆

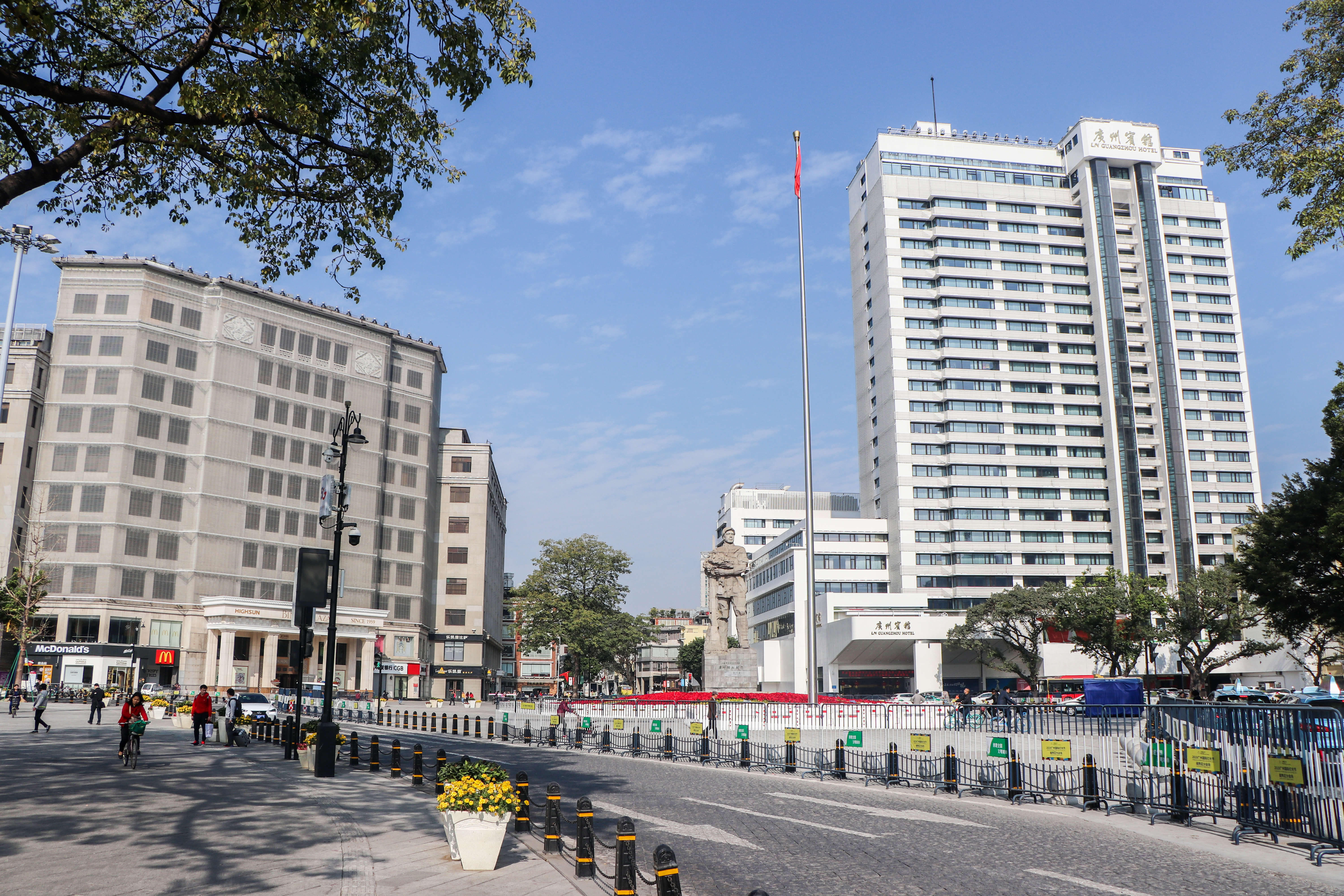
左边建筑为现在的“海印缤纷广场”，即原来的“中国出口商品陈列馆”

中国出口商品陈列馆，又称“广交会大厦”、“广交会旧址”，是中华人民共和国广州市为举办中国出口商品交易会（广交会）而兴建的会场建筑。

## 历史
旧馆（侨光路陈列馆）位于越秀区侨光路2号，于1957年11月4日动工，1958年4月10日竣工，占地面积3600平方米，建筑面积1.45万平方米，展馆楼高5层，使用面积1.3万平方米。展馆大门上方的“中国出口商品陈列馆”是时任中华人民共和国国务院副总理陈毅所题。1958年4月15日，该馆于第3届广交会开幕时正式启用，举办了三届广交会。
1958年秋天，中华人民共和国国务院总理周恩来陪同时任朝鲜劳动党委员长兼内阁首相金日成参观第4届广交会时，表示“展馆太小，应建一座大馆”。广东省及外贸部着手于海珠广场附近的广州起义路兴建新馆，林克明担任设计师，于1958年11月1日动工，于1959年9月30日竣工，作为国庆十周年献礼项目，该展馆仅用9个月时间即建成，创造了中华人民共和国成立后大型高级建筑施工速度的新纪录。新馆（起义路陈列馆）坐西北朝东南，由中座高49.2米的10层楼与西、北两翼各高40.2米的8层楼相联结，占地面积1.09万平方米，总建筑面积4.02万平方米，展馆使用面积3.45万平方米，馆内1至6层除陈列主要出口商品外，还设交易洽谈室70多间，开幕期间在7楼还设有银行、邮电、保险、航运等服务台和样品零售处、酒吧间。1959年11月1日，该馆于第6届广交会开幕时正式启用。1963年第14届广交会起，由于摊位紧张，侨光路陈列馆被拨作轻工、工艺分馆，后曾作为广东省工业展览馆使用。
1974年第34届广交会起，会址搬迁至流花路展览馆，原馆址改为广东商品展销服务中心（广东贸易中心），1993年，该地曾计划拆除重建，但最终没有实行。2001年，海印集团以3.89亿元收购，改名为“海印缤缤广场”。